# جان سيرا
جان سيرا (بالفرنسية: Jean Serra)‏ هو رياضياتي ومهندس فرنسي، ولد في 20 مارس 1940 في الجزائر.